# Gadi
Gadi (znanstveno ime Viperidae) so družina kač (Serpentes). To so 30 – 180 cm dolge strupene kače z okoli 60 vrstami iz Afrike in toplejših območij Evrazije. Nekatere vrste so se razširile tudi na sever in v gore.
Telo je čokato, glava je trikotna, jasno ločena od telesa. V zgornji čeljusti imajo par strupnikov, ki sta v mirovanju zložena nazaj ob čeljust. Strup je smrten tudi za človeka. Nekatere primitivne vrste ležejo jajca, večina pa je živorodnih.
Prehranjujejo se z dvoživkami, kuščarji, pticami in majhnimi sesalci.

## Gadi v Sloveniji
V Sloveniji živijo Laški gad (Vipera aspis), navadni gad (Vipera berus) in modras (Vipera amodeis).